# Synagoga w Zamościu
Synagoga w Zamościu – synagoga znajdująca się na Starym Mieście w Zamościu przy ulicy Ludwika Zamenhofa 9, dawniej zwanej ulicą Żydowską. Jest najlepiej zachowaną późnorenesansową synagogą w Polsce.

## Historia
Synagoga została zbudowana w latach 1610–1620, z inicjatywy Żydów sefardyjskich. W drugiej połowie XVII wieku, do ścian północnej oraz południowej dobudowano dwie przybudówki, mieszczące babińce. W XVIII wieku dodano przedsionek łączący synagogę z domem kahalnym.
Podczas II wojny światowej hitlerowcy zdewastowali synagogę i urządzili w niej magazyn i warsztaty stolarskie. Po zakończeniu wojny w latach 1948–1950 przeprowadzono pierwsze prace remontowe, dzięki którym w 1958 przeznaczono budynek na Bibliotekę Miejską. Druga restauracja budowli była przeprowadzana w latach 1967–1972, podczas której odbudowano zniszczony przez Niemców babiniec południowy jako jednokondygnacyjny, usunięto piętro z babińca północnego oraz dokonano rekonstrukcji attyki, którą rozebrano jeszcze w XVIII wieku. W latach 1972–2005 w synagodze nie prowadzono żadnych poważniejszych prac renowacyjnych.
W marcu 2005 biblioteka została przeniesiona do nowej siedziby, a budynek odzyskała społeczność żydowska. Od tego czasu rozpoczęły się żmudne prace renowacyjne, prowadzone pod nadzorem Fundacji Ochrony Dziedzictwa Żydowskiego. Od maja 2005 roku do 2008 roku synagoga była udostępniona zwiedzającym.
Planuje się aby w synagodze mieściło się Muzeum Żydów Zamościa i Zamojszczyzny oraz lokalne centrum edukacyjne, zajmujące się organizacją m.in. imprez kulturalnych, wystaw, koncertów, prelekcji, warsztatów i innych. Pierwszą taką imprezą były III Zamojskie Spotkania Kultur, zorganizowana przez zamojski oddział Polskiego Towarzystwa Ludoznawczego, która również opiekuje się bożnicą.
Wkrótce pojawił się również problem, związany ze sprzedaniem domu kahalnego oraz przedsionka prywatnym osobom. Poprzez to blokowane jest główne wejście, a zobaczenie kamiennego portalu jest nie do zrealizowania. Obecnie pozostało jeszcze wejście przez babiniec południowy.

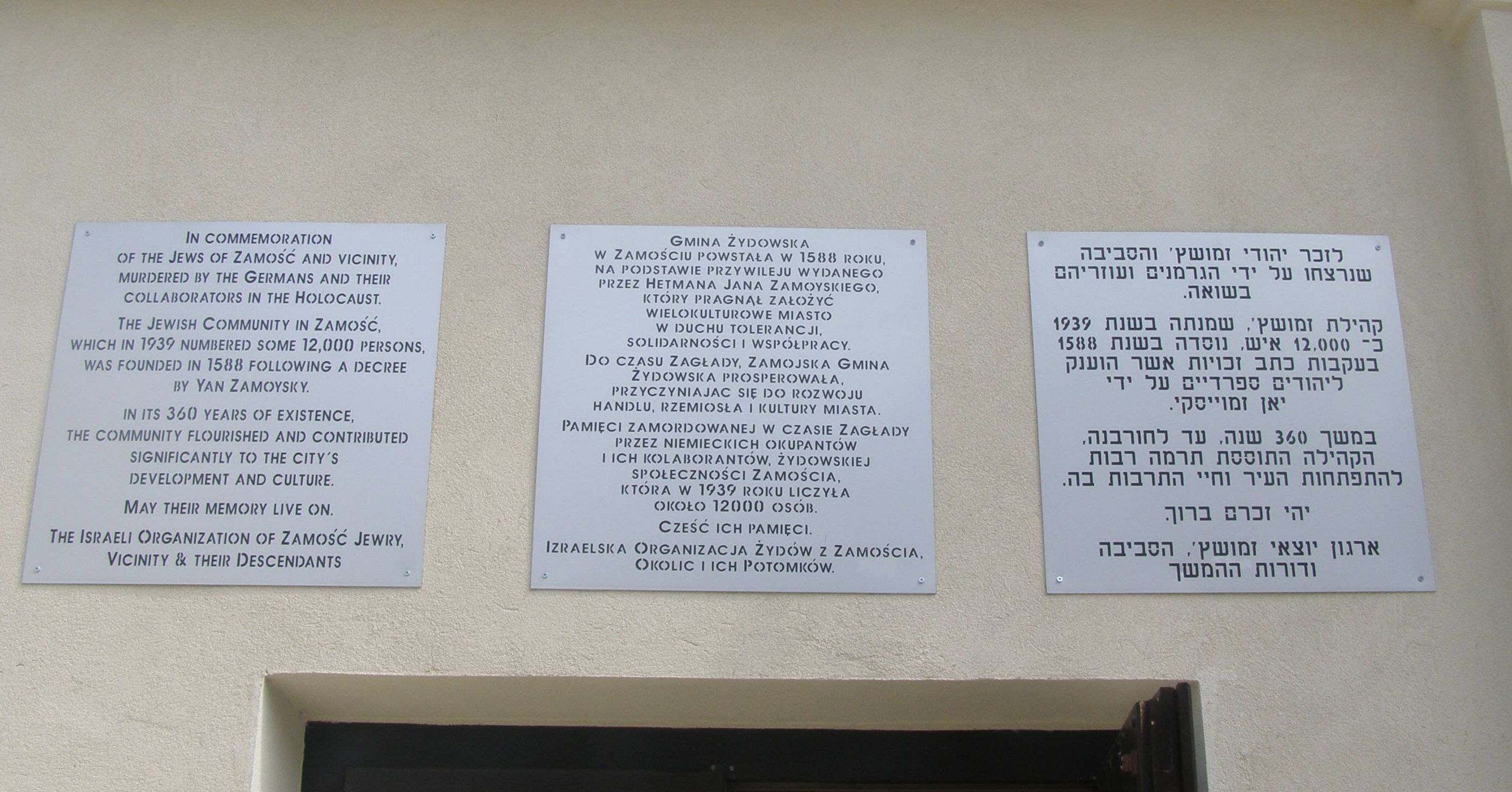
Tablice nad wejściem do synagogi

W sierpniu 2006 roku nad wejściem do synagogi odsłonięto trzy tablice pamiątkowe, poświęcone Żydom z Zamościa, ufundowane przez Izraelską Organizację Żydów Zamościa, Okolic i ich Potomków. Na uroczystościach byli obecni prezydent miasta Marcin Zamoyski, ambasador Izraela Dawid Peleg, dawni i obecni mieszkańcy Zamościa.

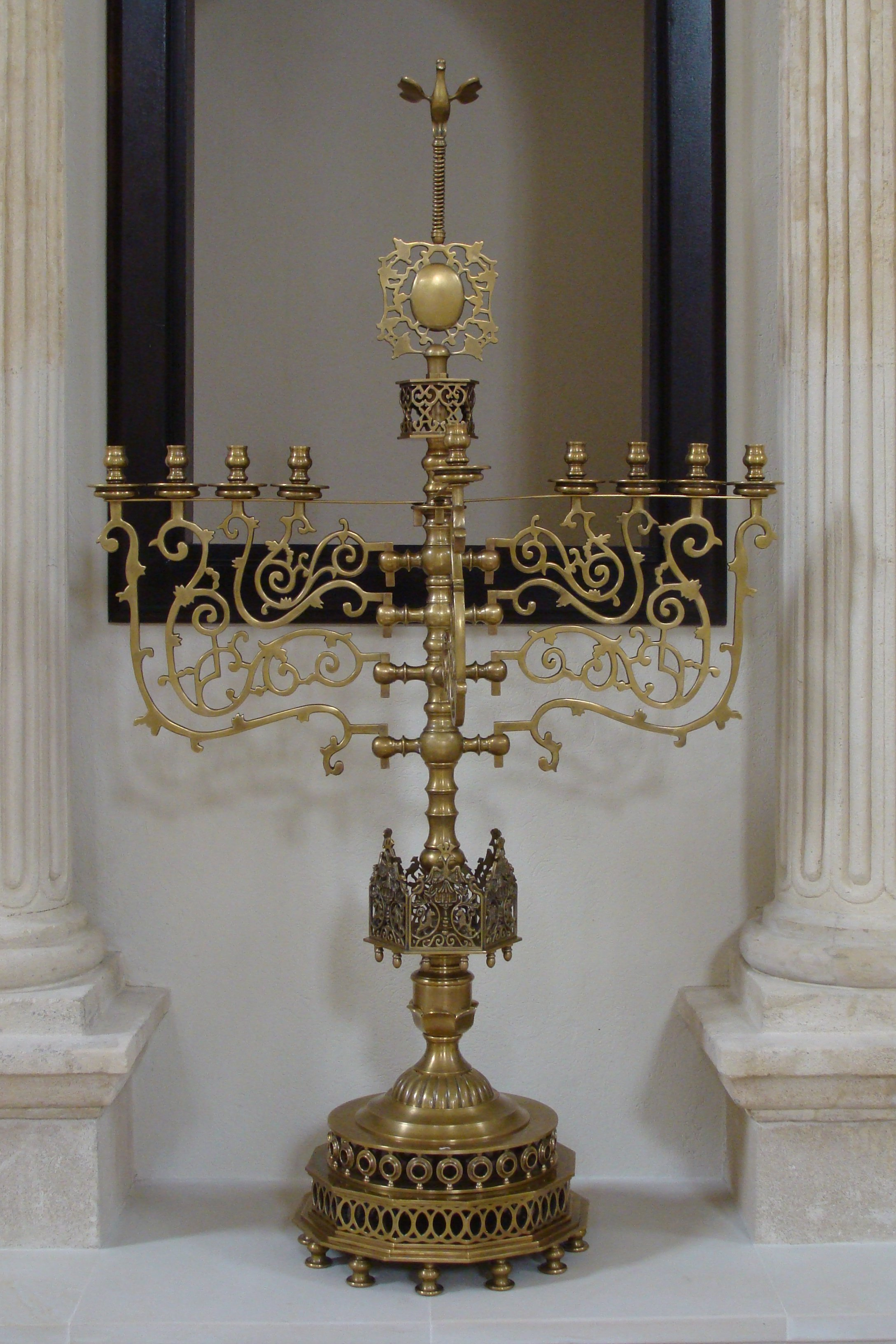
Świecznik chanukowy w zamojskiej synagodze (rekonstrukcja)

W dniach od 20 czerwca do 20 sierpnia 2006 roku w synagodze prezentowana była słynna wystawa „Ideal City – Invisible Cities”, podczas której można było podziwiać rzeźbę Pedro Cabrity Reisa, freski Davida Tremletta oraz „Dywan” Katarzyny Józefowicz.
W sierpniu 2006 roku ukończono pierwszy etap prac przygotowawczych polegający na opracowaniu dokumentacji projektowej. Uzyskano również pozwolenie na rozpoczęcie kompleksowych prac remontowych. W działania na rzecz renowacji synagogi przyłączyły się władze lokalne, wojewódzki konserwator zabytków, Ziomkostwo Żydów Zamojskich oraz liczne organizacje pozarządowe.
14 marca 2008 roku decyzją Komitetu Monitorującego dla Mechanizmu Finansowego Europejskiego Obszaru Gospodarczego (EOG) oraz Norweskiego Mechanizmu Finansowego projekt „Rewitalizacja renesansowej synagogi w Zamościu na potrzeby Szlaku Chasydzkiego oraz lokalnej społeczności” został zakwalifikowany na podstawową listę projektów rekomendowanych do dofinansowania.
25 marca 2008 roku Fundacja Ochrony Dziedzictwa Żydowskiego otrzymała grant od Samuel H. Kress Foundation oraz World Monuments Fund® Kress Foundation European Preservation Program na przeprowadzenie renowacji części fundamentów synagogi. Prace rozpoczęły się pod koniec marca, zaś zakończyły w czerwcu tego samego roku.
W lipcu 2009 roku rozpoczęto gruntowne prace remontowe dzięki dofinansowaniu ze wspomnianych źródeł (Mechanizm Finansowy EOG i NMF). Po ich zakończeniu, 5 kwietnia 2011 roku odbyło się uroczyste otwarcie nowego Centrum „Synagoga” z Multimedialnym Muzeum Żydów Zamościa i Okolic oraz punktem informacyjno-kulturalnym Szlaku Chasydzkiego.
Synagoga została wpisana do krajowego rejestru zabytków nieruchomych pod numerem kl.V-Oa/38/56 w dniu 26 maja 1956 oraz A/306 z 31 marca 1967.

## Architektura

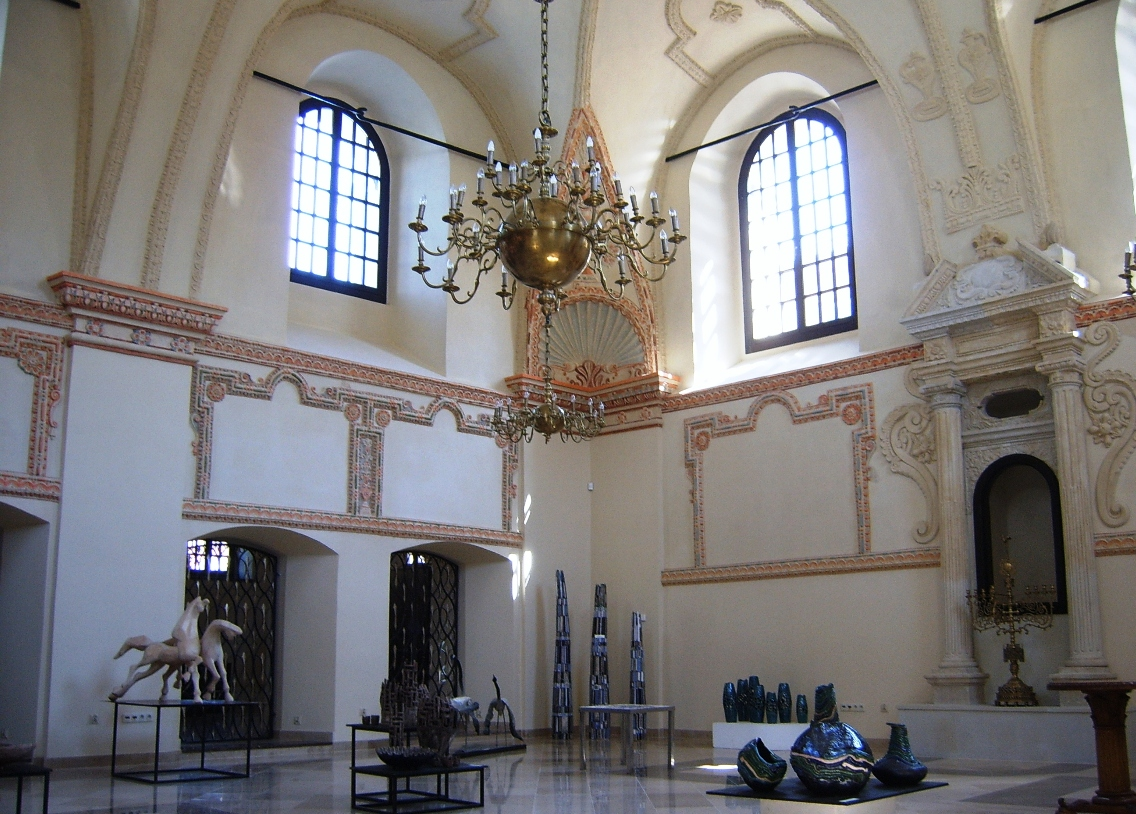
Wnętrze synagogi po renowacji

Murowany budynek synagogi wzniesiono na planie kwadratu, w stylu polskiego, późnego renesansu. Po dobudowaniu babińców, plan przybrał formę prostokąta o wymiarach 11,8 na 12,0 metra, którego dłuższa oś jest orientowana wschód-zachód. Budynek centralny wieńczy grzebieniasta attyka, zasłaniająca tzw. dach pogrążony.
Do obniżonej w stosunku do ulicy, głównej sali modlitewnej, prowadzi oryginalny, kamienny renesansowy portal. W jej wnętrzach, na ścianie wschodniej na środkowym pilastrze zachował się pochodzący z pierwszej połowy XVII wieku, późnorenesansowy kamienny Aron ha-kodesz ujęty w dwie kanelowane kolumny niosące belkowanie z łamanym tympanonem z koroną i kartuszem. Na ścianach i sklepieniach bogata stiukowa i sztukateryjna dekoracja z cennymi rozetami i malowidłami, na których widać inskrypcje w języku hebrajskim oraz wystylizowane Drzewo Życia.
Sklepienia żaglaste udekorowano tzw. typem kalisko-lubelskim (tzn. „perełkowaniem” podkreślającym linie sklepienia – ornamentem typowym dla renesansowej i barokowej architektury Lubelszczyzny. Odciśnięte szablonem w miękkiej zaprawie, wypukłe „perełki” były pierwotnie pomalowane drogocennym wówczas barwnikiem – cynobrem), czyli takim samym jak sklepienia nawy głównej katedry Zmartwychwstania Pańskiego i św. Tomasza Apostoła w Zamościu. Babińce otwarte na salę główną kilkoma, okratowanymi oknami.
Do dziś nie zachowała się stylizowana, altanowa, kuta bima zwieńczona koroną na Torę. Została ufundowana przez Samuela Barzela w 1787 roku. Oprócz bimy w synagodze znajdował się bardzo bogaty ruchomy sprzęt liturgiczny oraz dekoracje m.in. dziewięcioramienna chanukija, puszki bractwa pogrzebowego, ozdobne świeczniki z orłami, pozłacane, srebrne korony, hafty synagogalne z pierwszej połowy XVIII wieku oraz inne. Na sufitach wiszą wielkie zrekonstruowane żyrandole.

## Galeria

### Przed pracami remontowymi

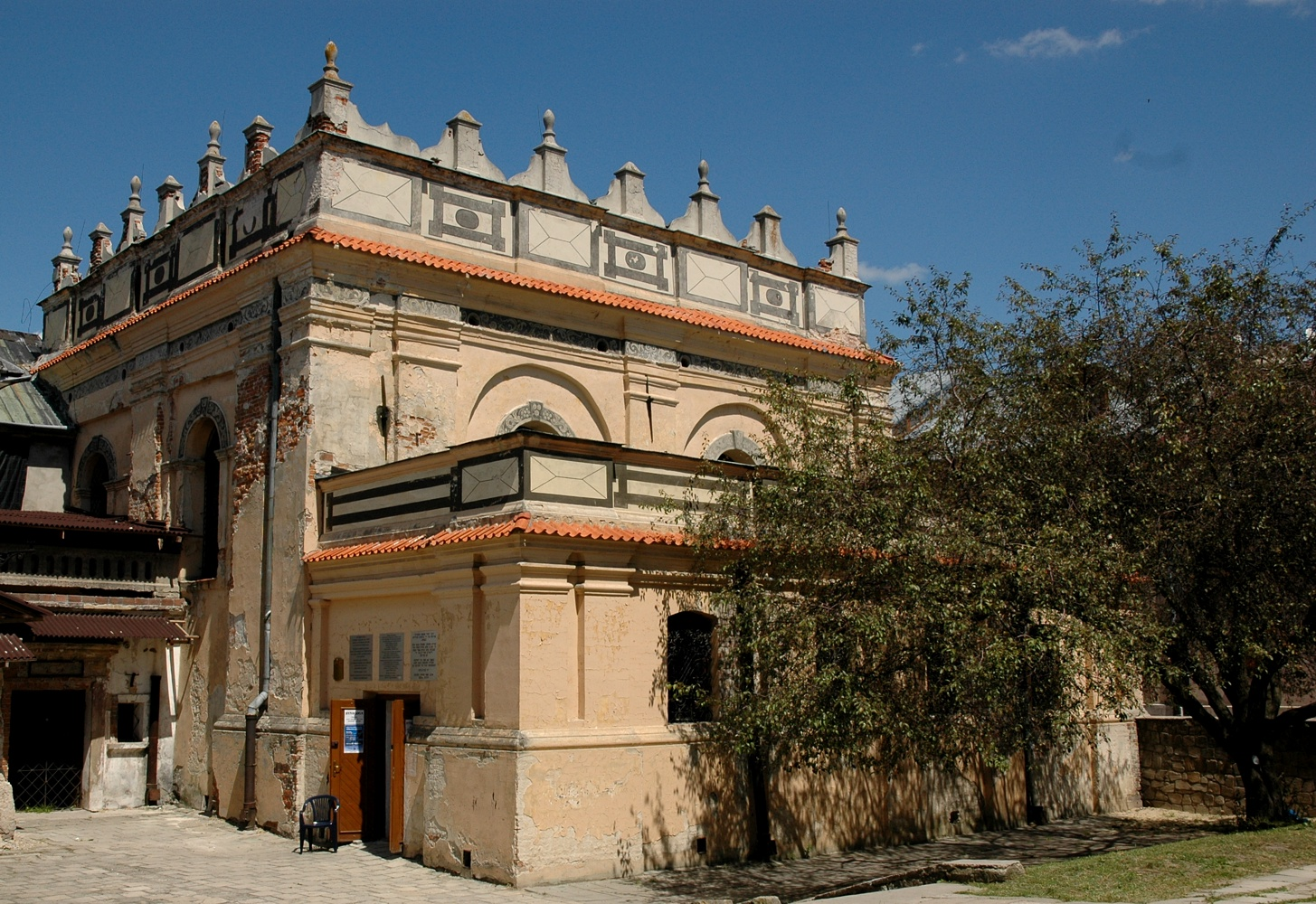
Synagoga (widok od ul. I. Pereca)
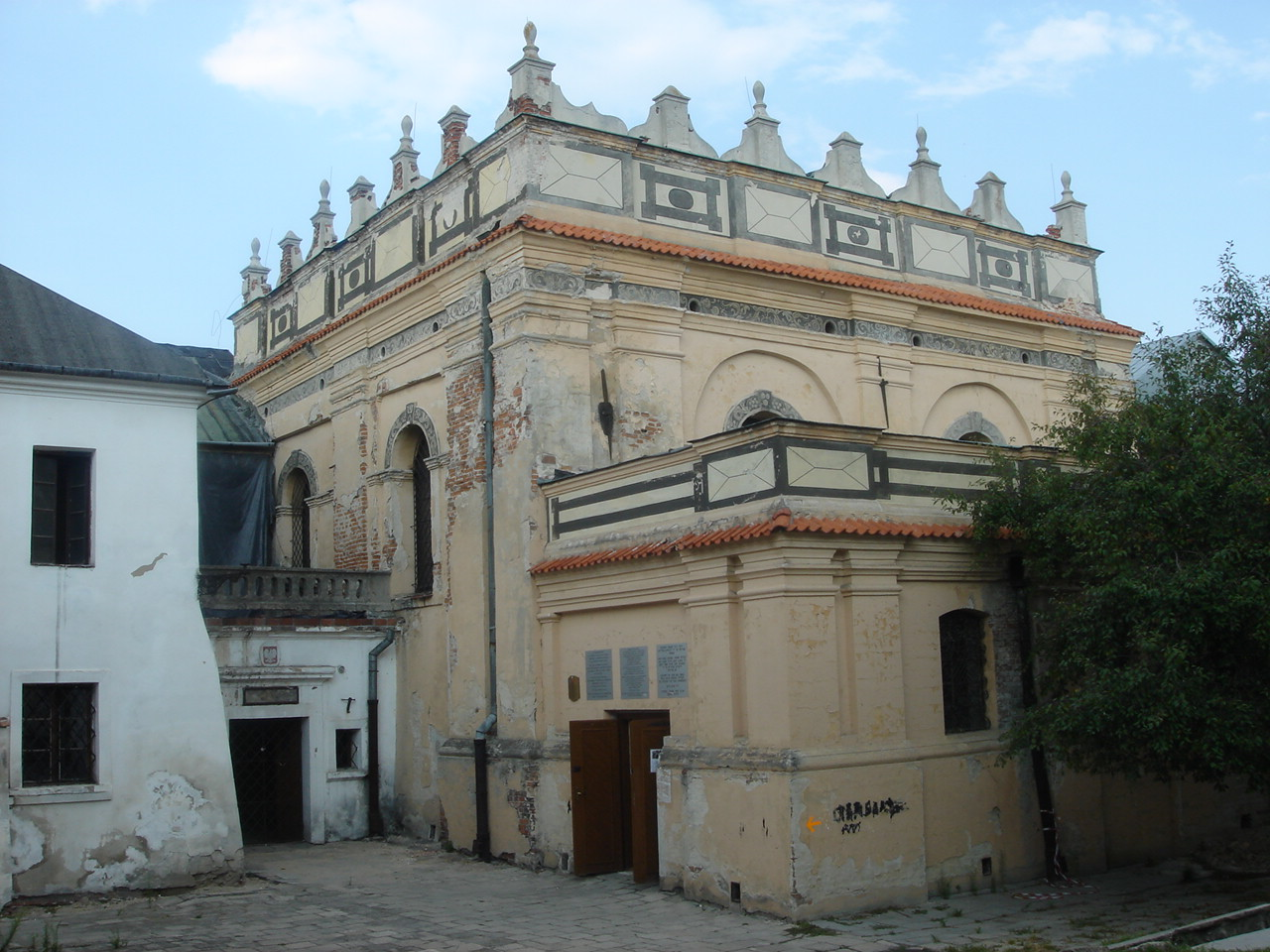
Synagoga (widok od ul. I. Pereca)
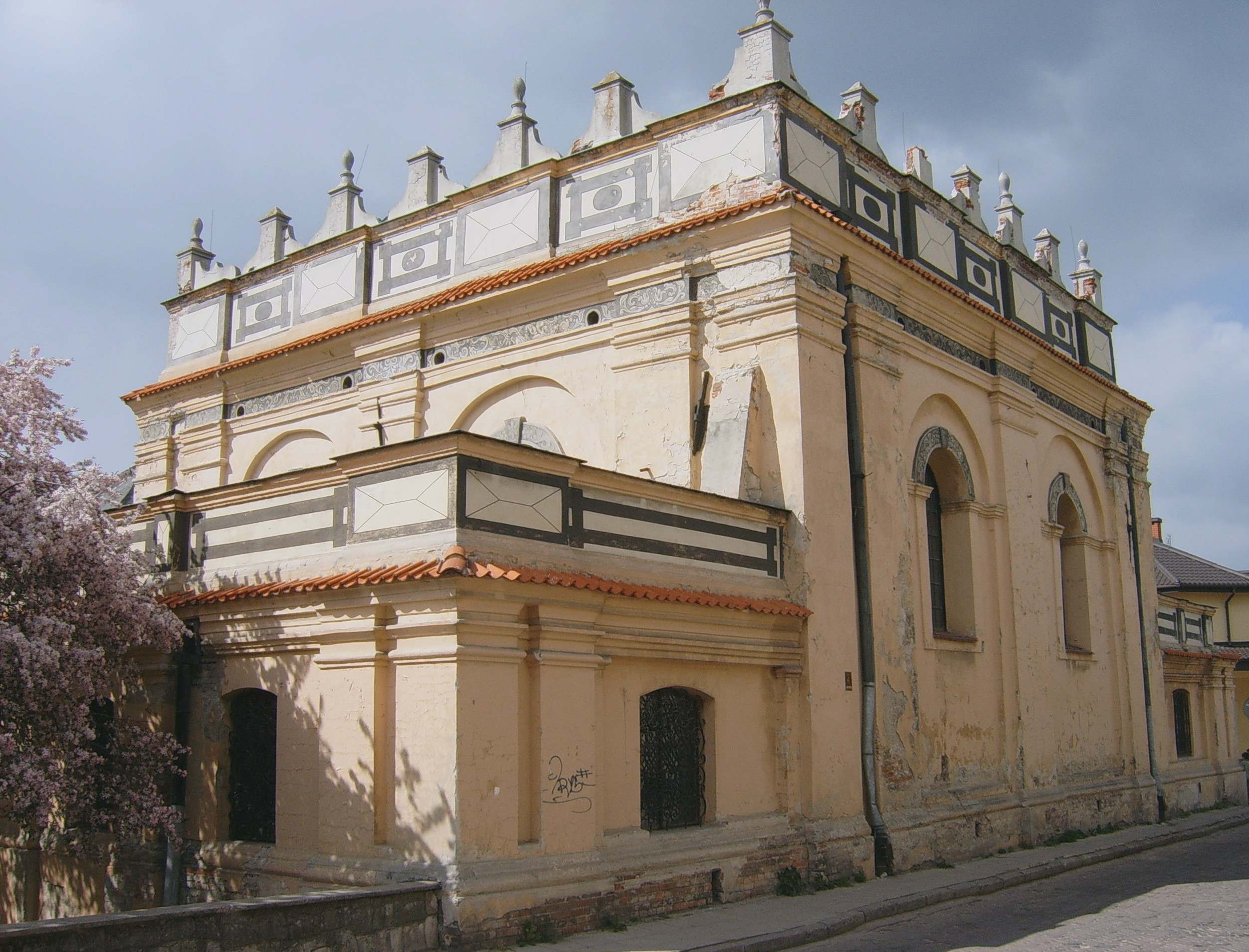
Synagoga (widok od ul. Bazyliańskiej)
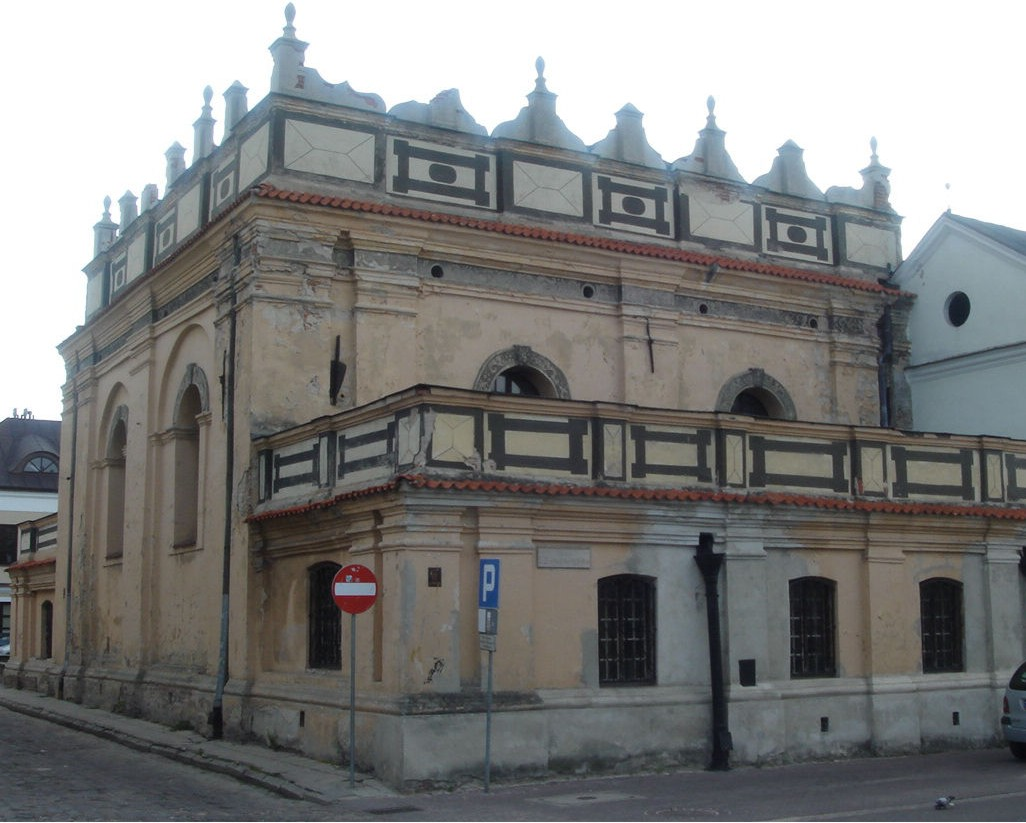
Synagoga (widok od ul. L. Zamenhofa)
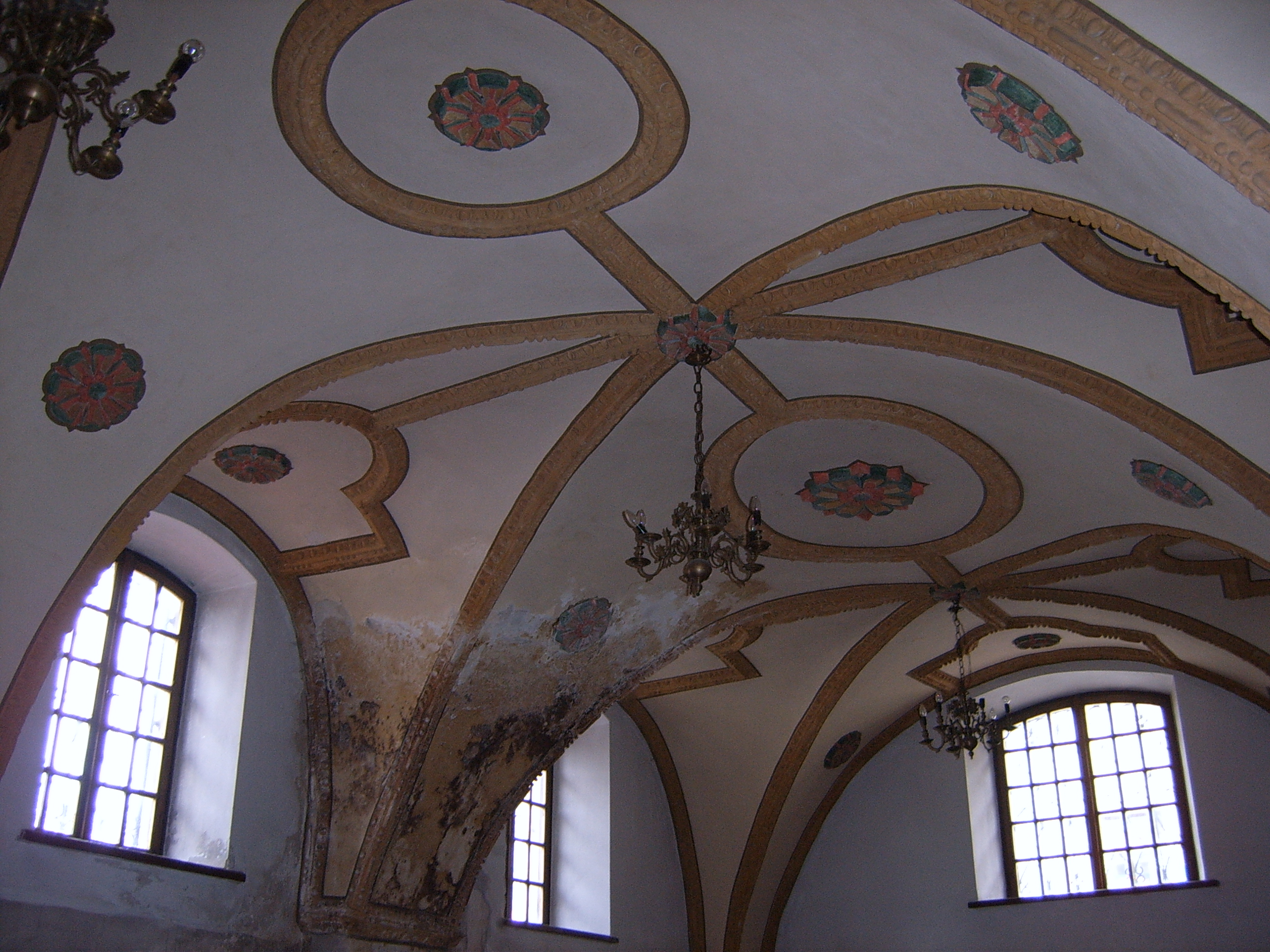
Babiniec północny
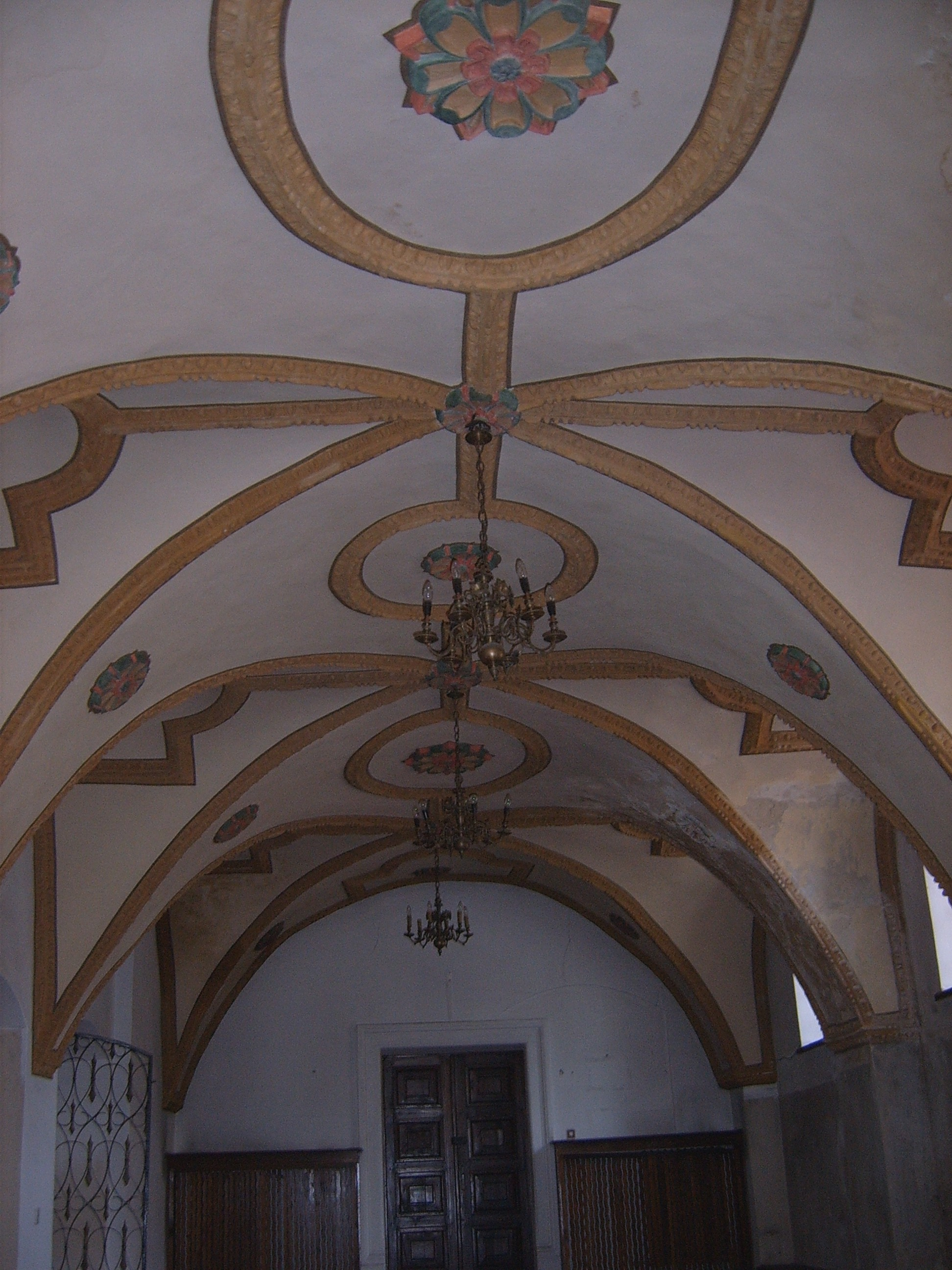
Babiniec północny
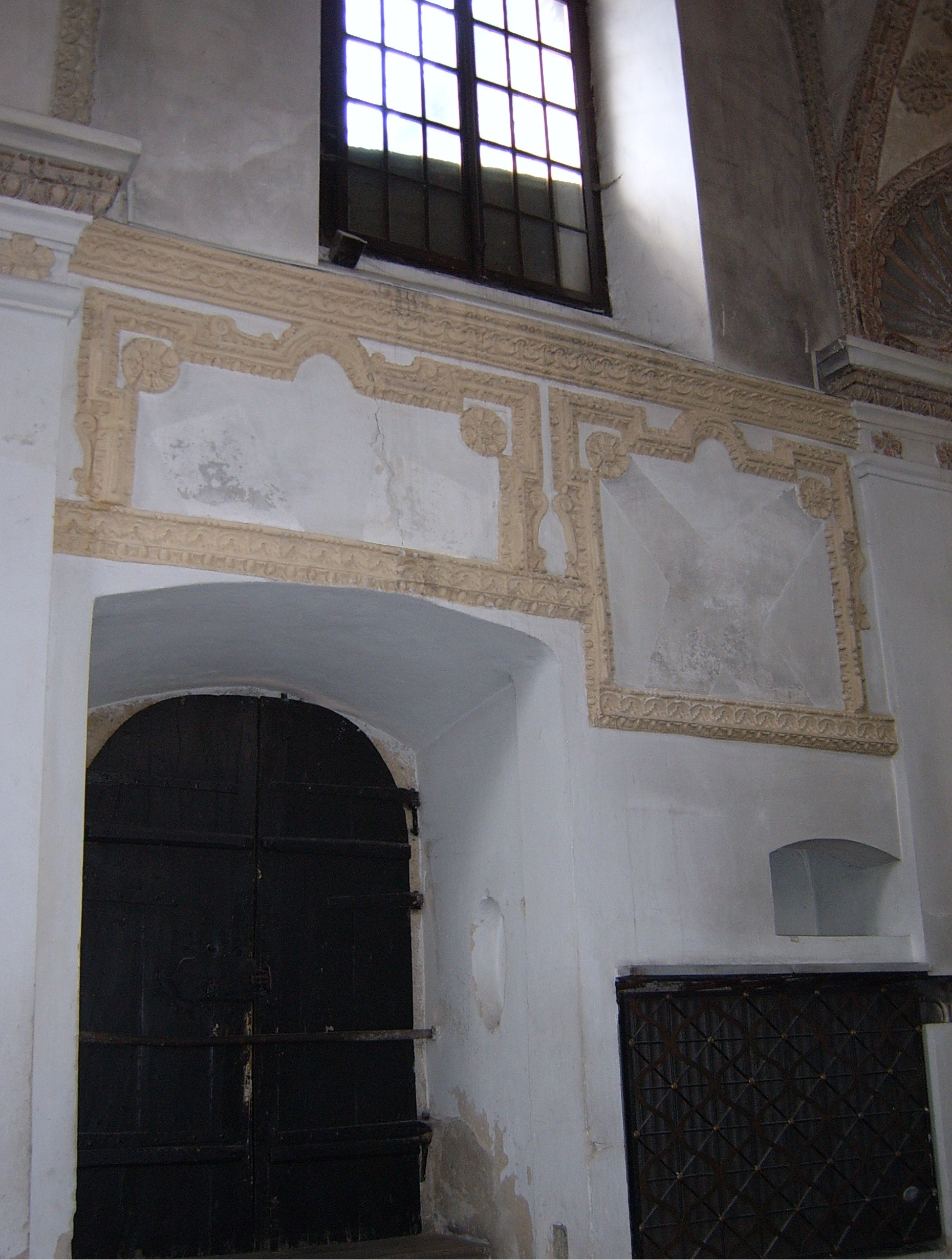
Sala główna; drzwi do dawnego domu kahalnego
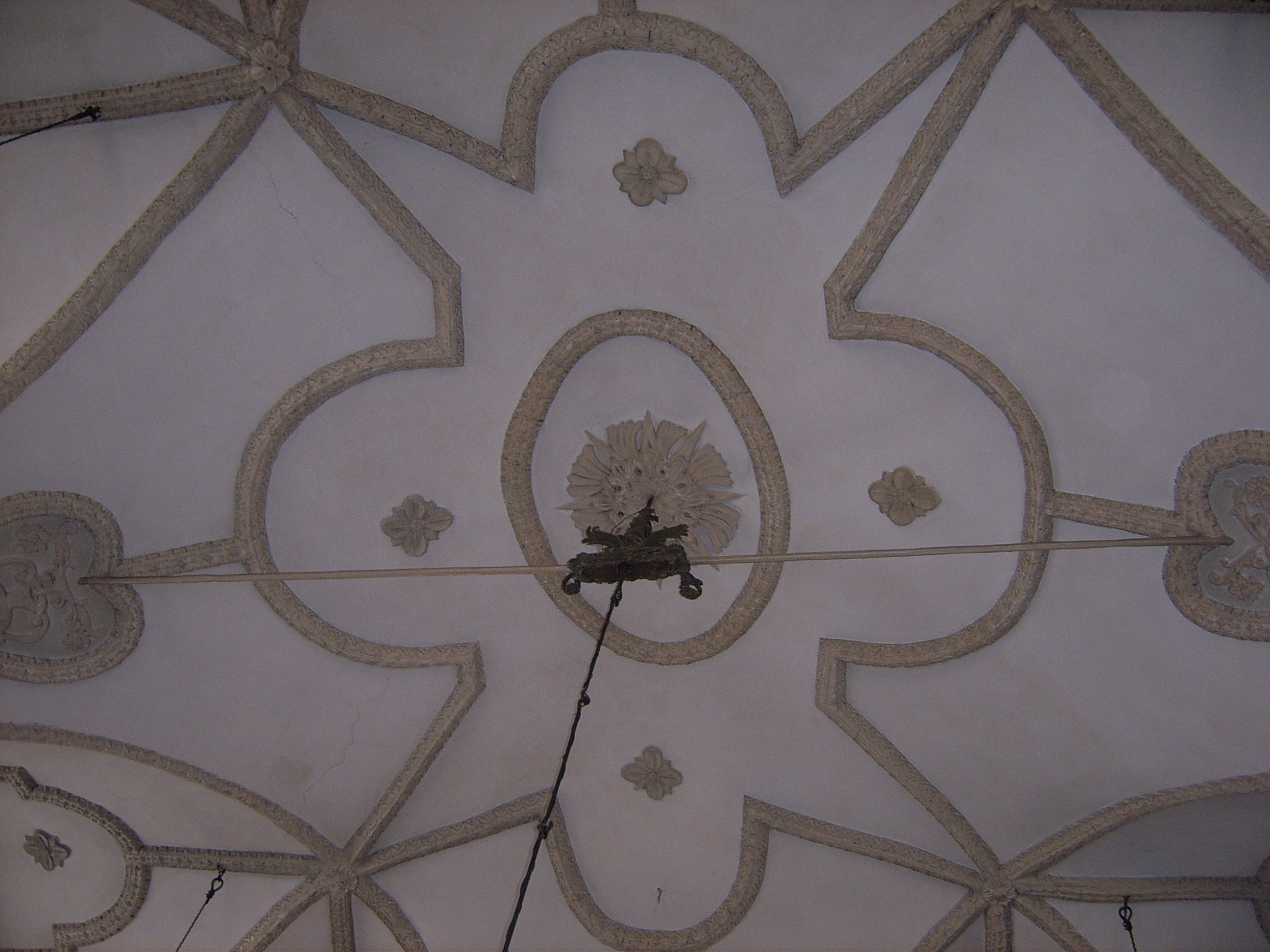
Sala główna; sufit
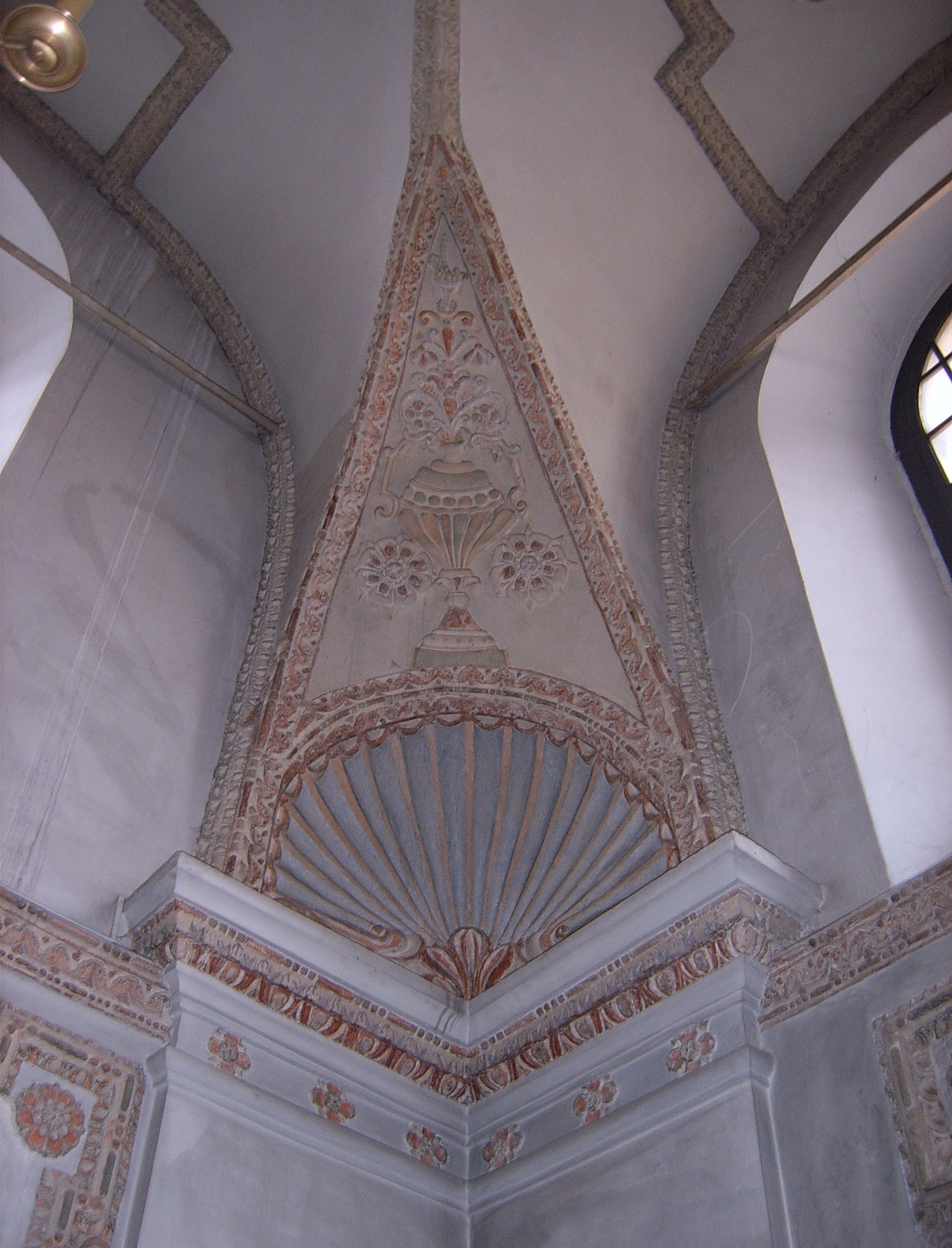
Sala główna
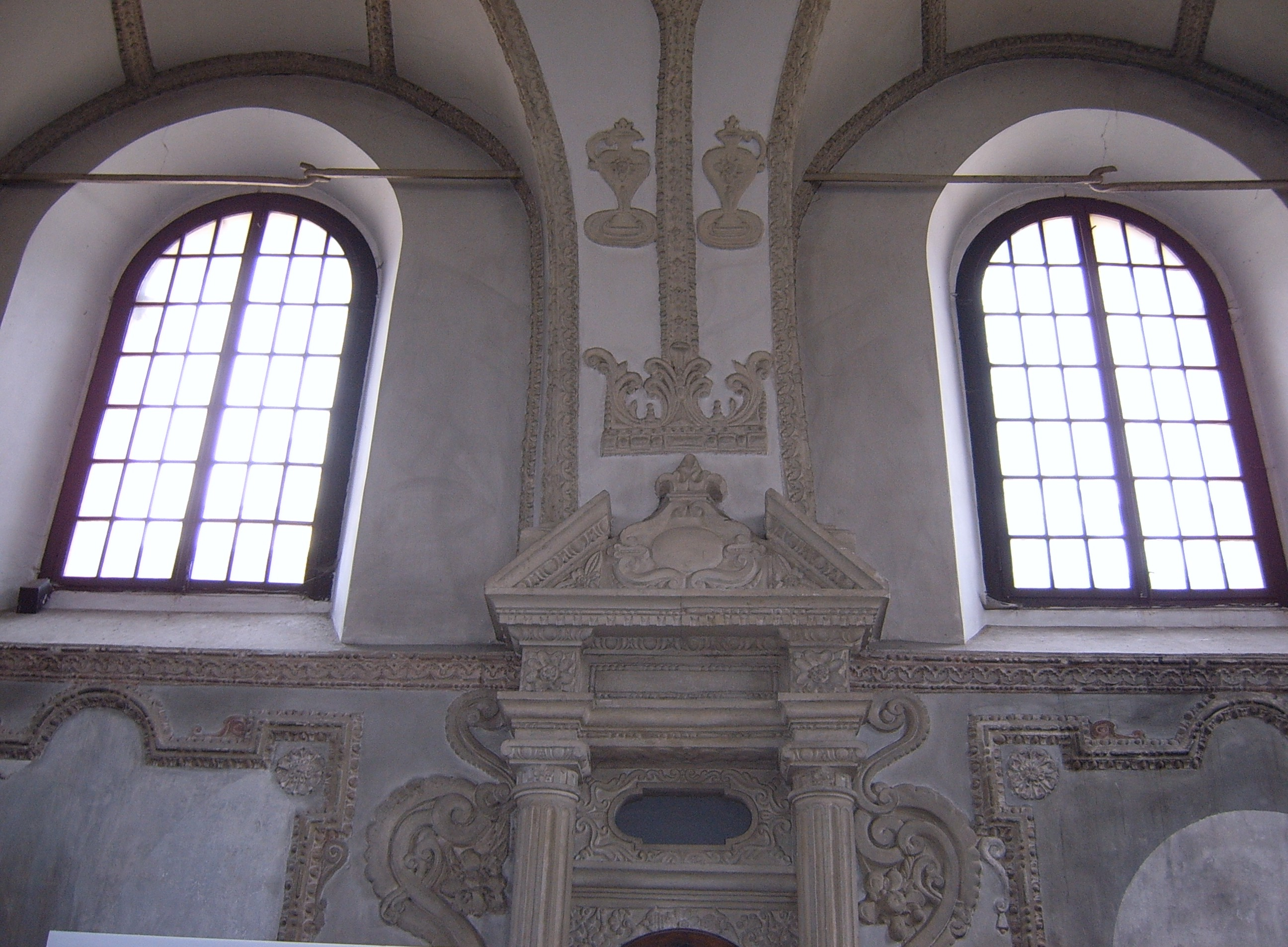
Sala główna

### Podczas remontu

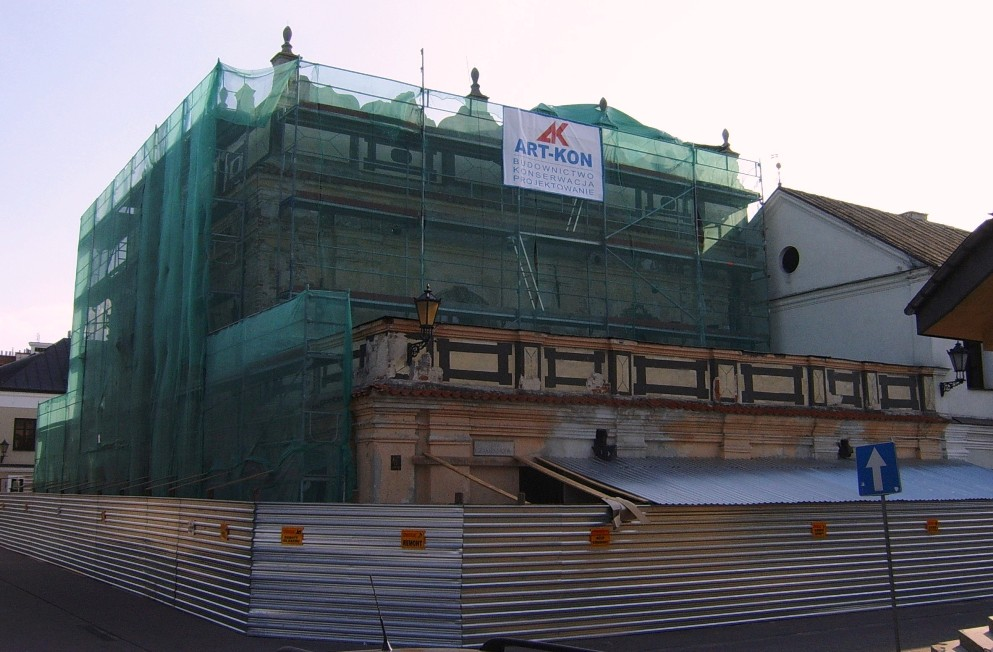
Synagoga w trakcie remontu (widok od ul. L. Zamenhofa)
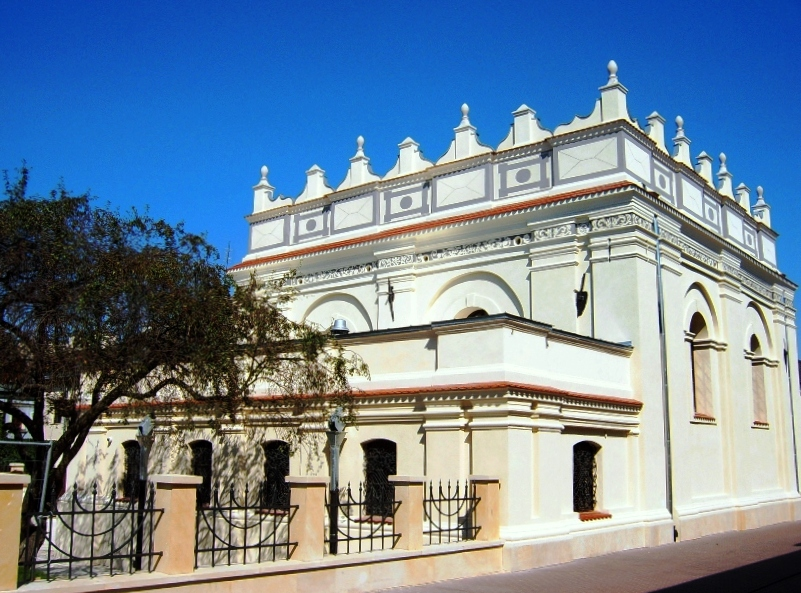
Stan synagogi w trakcie remontu (2010 r.; widok od ul. I. Pereca)

### Współcześnie

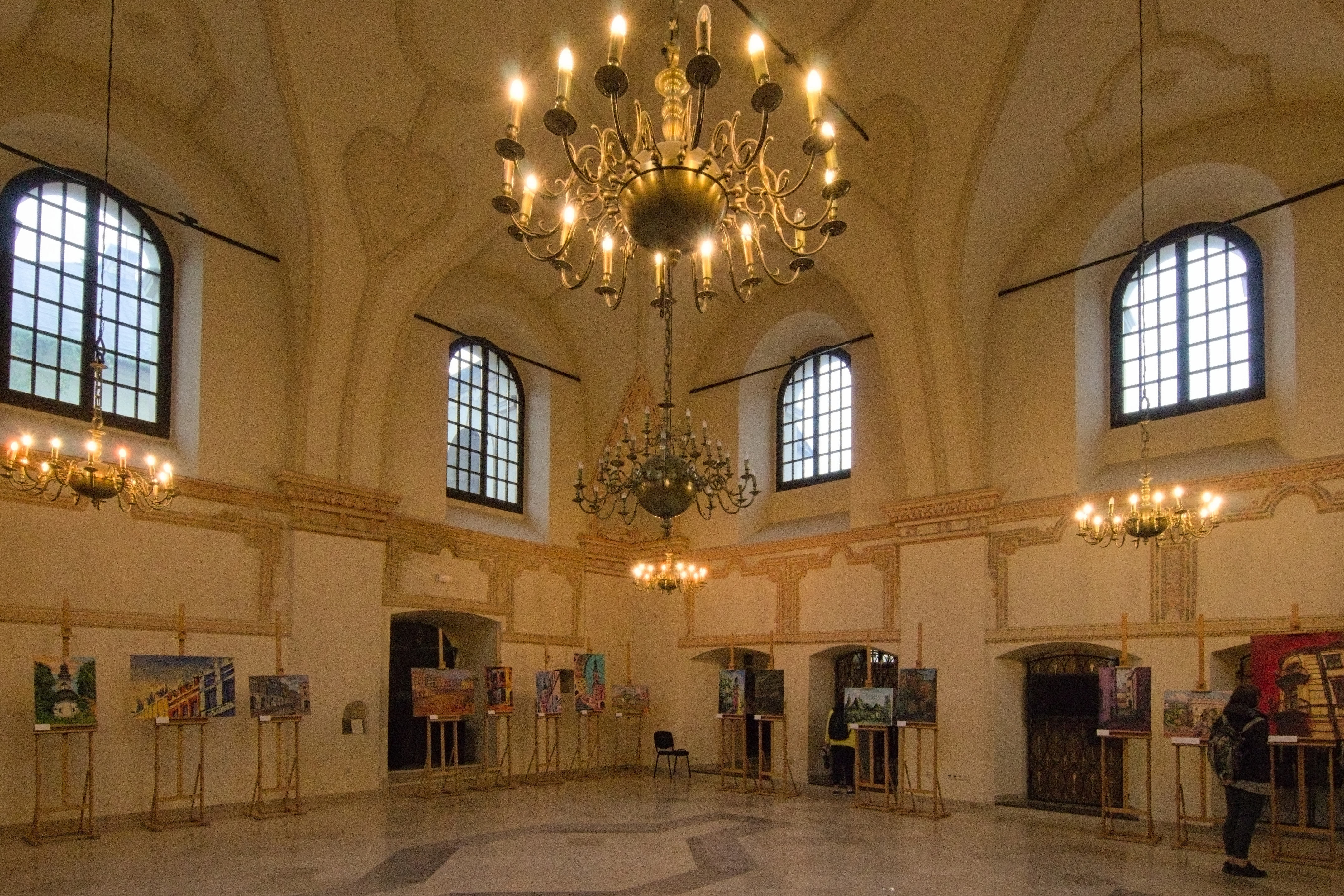
Sala główna
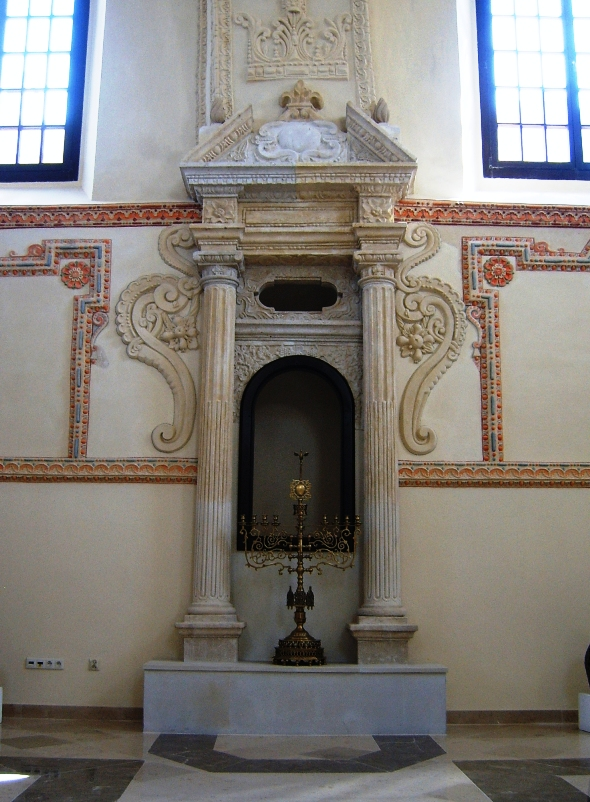
Sala główna – aron ha-kodesz
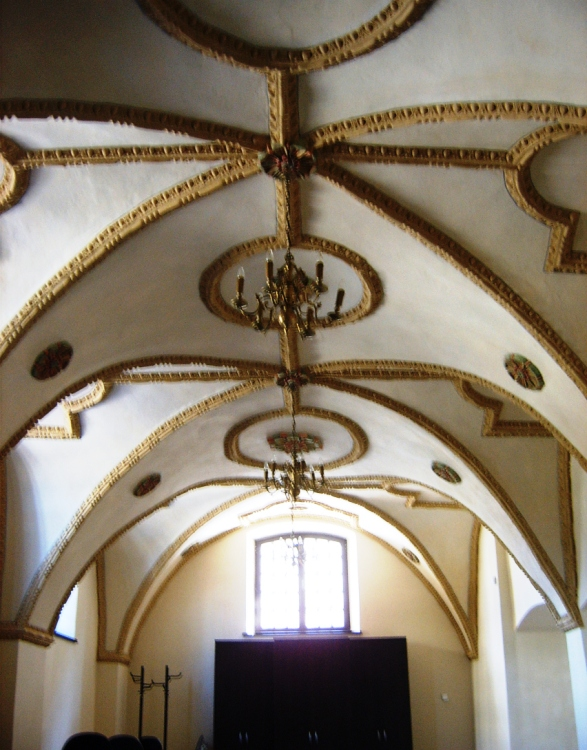
Babiniec północny
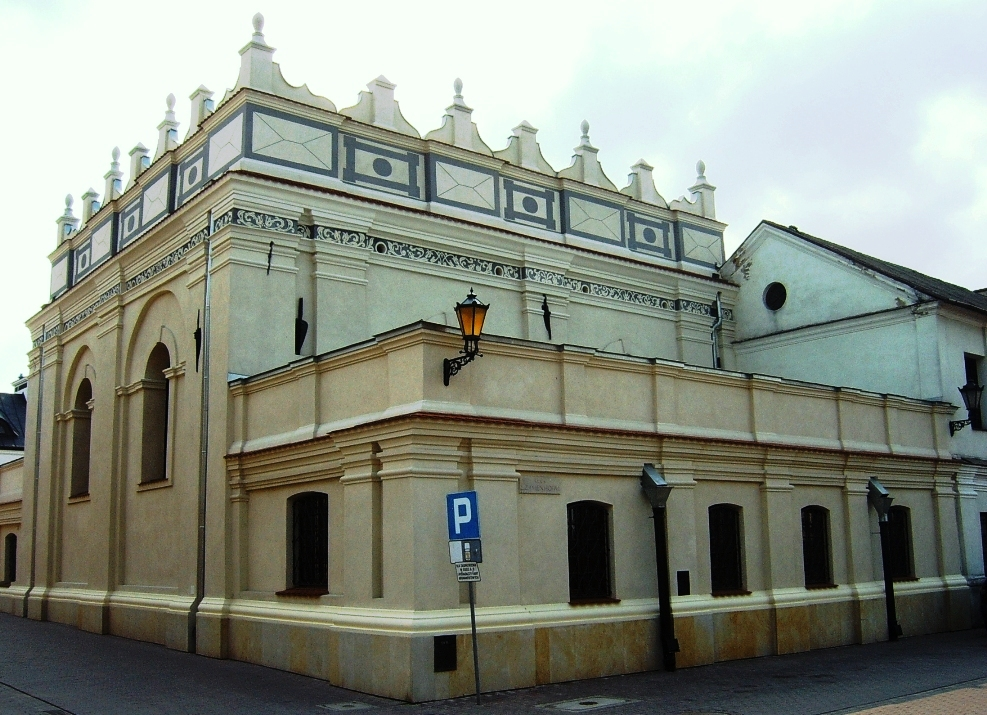
Synagoga (widok od ul. L. Zamenhofa)